# Wilfried Hochholdinger
 (octobre 2024).
Pour les articles homonymes, voir Wilfried.
Wilfried Hochholdinger est un acteur allemand né le 8 octobre 1962 à Bamberg (Allemagne).

## Biographie et carrière
Wilfried Hochholdinger a complété sa formation d'acteur à l'école Otto Falckenberg de Munich. Après plusieurs engagements théâtraux, il s'est fait connaître d’un plus large public à travers de nombreux films et séries télévisées. Il participe à des pièces radiophoniques, livres audio et est aussi acteur de doublage. Il a notamment prêté sa voix à Paul Schulze, Neal Jones pour la série New-York, police judiciaire..
En plus de sa carrière d'acteur, il mène une carrière musicale. Il joue de plusieurs instruments : guitare, piano, saxophone, violon. De 1997 à 2000, il est auteur-compositeur, guitariste et chanteur du groupe glam rock HOLD, avec qui il joue plusieurs concerts et sort plusieurs singles. En 2013 et 2016, il sort deux albums intitulés Hold me et The Moody European.

## Engagements théâtraux
- 1986 : Die Intendanten zu Berlin
- 1987–1989 : Landesbühne Hannovre
- 1989–1990 : Schauspielhaus Düsseldorf
- 1990–1991 : Kammerspiele Düsseldorf
- 1994 : Théâtre du Prince-Régent de Munich: Titus Andronicus de William Shakespeare
- 2006 : Komödie am Kurfürstendamm de Berlin: Le Misanthrope de Molière

## Filmographie

### Films
- 1994 : Affären de Jacques Breuer : Stefan
- 1997 : Roter Tango de Henriette Kaiser : Le réalisateur
- 1999 : Jimmy the Kid de Wolfgang Dickmann : Wesselhoff
- 1998 : Candy de Christopher Roth
- 2000 : Die Nachtschwester de Bernd Heiber : Lehmann
- 2000 : Otto - Der Katastrofenfilm d'Edzard Onneken et Otto Waalkes : Le chef
- 2001 : Le Tunnel (Der Tunnel) de Roland Suso Richter : Bellofs
- 2001 : Birthday de Stefan Jäger
- 2003 : Irgendwas ist immer de Péter Palátsik : Jim
- 2004 : Das Blaue Wunder de Peter Kahane : Gernot Rudich
- 2004 : Une famille allemande (Agnes und seine Brüder) d'Oskar Roehler : Rolf
- 2005 : Un coup de tonnerre (A Sound of Thunder) de Peter Hyams : Le Dr Lucas
- 2009 : Inglorious Basterds de Quentin Tarantino : Un soldat allemand
- 2011 : X-Men : Le Commencement: Le Tailleur
- 2013 : L'Oracle de Philipp Stölzl
- 2019 : Traumfabrik de Martin Schreier : Prager

### Téléfilms
- 1994 : Blut an der Wiege de Markus Fischer : Max Pohl
- 1995 : Weihnachten mit Willy Wuff II - Eine Mama für Lieschen de Maria Theresa Wagner : Graf Robert
- 1996 : Das Karussell des Todes de Peter Keglevic : Tom Osborne
- 1996 : Willi und die Windzors de Hape Kerkeling : Le Premier Ministre
- 1997 : Das Urteil d’Olivier Hirschbiegel
- 1998 : Der Mann für alle Fälle: Die Hure Babylon d’Erwin Keusch : Le Dr Kimmerle
- 1998 : Parfum de meurtre (Gefährliche Lust - Ein Mann in Versuchung) de Bodo Fürneisen : Seidl
- 1998 : Ein Fleisch und Blut  de Kaethe Niemeyer : Marcel
- 1999 : La Call-girl (Das Callgirl) de Peter Keglevic: Peter
- 1999 : Honigfalle - Verliebt in die Gefahr d’Axel de Roche : Jost
- 1999 :  Der Elefant in meinem Bett de Mark Schlichter
- 2000 : Die Frau, die einen Mörder liebte d’Olaf Kreinsen : Jost
- 2000 : Le Barrage de la peur (Die Todeswelle - Eine Stadt in Angst) de Frederik Steiner : Manfred
- 2001 : Lonny, der Aufsteiger de Tom Toelle : Jo Kogler
- 2001 : Ein Yeti zum Verlieben de Thorsten Schmidt : Mike
- 2002 : Joe and Max de Steve James: Joseph Goebbels
- 2003 : Jagd auf den Flammenmann de Uwe Janson : David
- 2003 : Freundinnen für immer de Konrad Sabrautzky : Claus Engelhard
- 2004 : Opération Walkyrie (Satauffenberg) de Jo Baier : Generalleutnant Henning vonThadden
- 2005 : Speer und er (en) (mini-série): Joseph Goebbels
- 2006 : Die Mauer - Berlin '61 de Hartmut Schoen : Le visiteur du foyer pour enfants
- 2010 : Der Psycho Pate d’Oliver Mielke : Le styliste
- 2013 : Marie Brand und die Engel des Todes de Florian Kern : Le Dr Krumberg
- 2014 : Besondere Schwere der Schuld de Kaspar Heidelbach : Scherler
- 2015 : Käthe Kruse de Franziska Buch : Ferdinand Bing

### Séries télévisées
- 1992 : Soko brigade des stups : La dernière chance (Für ein Gramm Heroin) : Sandner
- 1993 : Inspecteur Derrick : Ein sehr trauriger Vorgang (Le cœur a ses raisons) : Albert Krumme
- 1993 : Wolff, police criminelle : La mygale (Die Spinne): Mecke Poland
- 1993 : Der große Bellheim : Le courtier
- 1995 : Alles außer Mord: Marion Nr. 5 : Claus van der Maas
- 1995 : Le Renard : Spécialités turques (Türkische Spezialitäten) : Albrecht Schacht
- 1995 : Dans la forêt vierge après cinq heures (Nach Fünf im Urwald) de Hans-Christian Schmid : Le réalisateur
- 1995 : Tatort: Im Herzen Eiszeit : Oliver Reichel
- 1995 : Tatort : Herz As
- 1996 : Tatort : Der Phoenix-Deal
- 1996 : Stockinger : Unschuldslämmer : Michael Buchwälder
- 1997 : Rex chien flic : Mord à la carte (Meurtre à la carte) : Mick Konrad
- 1997 : Frauen morden leichter (6 épisodes) : Volker Reinicke
- 1997 : Anwalt Abel: Erpresserspiel : Ken
- 1997 : Der Mordsfilm: Saskia - Schwanger zum Sex gezwungen: Stephan Seibel
- 1997 : Tatort: Eulenburg: Bohhländer
- 1997 : Alerte Cobra: Das Attentat : Holz
- 1997 : Alerte Cobra: Kindersorgen: Holz
- 1998 : Wolff, police criminlle : En plein cœur (Mitten ins Herz) : Jens Krüger
- 1998 : Un cas pour deux : Convoitises (Ziel der Begierde) : Johnny Burger
- 1999 : Wolff, police criminelle : Dernière partie (Der Totschläger) : Kray
- 1999 : Tatort: Drei Affen : Frank Hönninger
- 1999 : Stubbe - Von Fall zu Fall: Kein Tod ist wie der andere : Rafael Moritz
- 2000 : En quête de preuves : La pièce manquante (Falsche Freune): Rohloff
- 2001 : Commissaire Léa Sommer : Le concert d’adieu (Abscheidkonzert) : Pawel Swoboda
- 2001 : Medicopter : Le maître-chanteur (Mister Radio) : Georg Busch
- 2002 : Duo de maîtres : Le divin souffle (Ein Soufflee der Götter) : Carl Wagner
- 2002 : Brigade du crime (SOKO Leipzig) : De vrais pros (Echte Profis) : Max Seghers
- 2002 : S.O.S. Barracuda : Rendez-vous avec le caméléon (Auftrag: Mord!) : Charon
- 2002 : Blond: Eva Blond!: Das Buch der Beleidigungen : Boris
- 2002 : Siska : Un plan machiavélique (Die Hölle ist anderswo) : Bernd Pfeilstetter
- 2004 : Unter Verdacht: Gipfelstürmer : Hajo Renz
- 2004 : Alerte Cobra: Um ieden Preis : Manuel Krosser
- 2005 : Tatort : Der doppelte Lott : Le procureur Jansen
- 2005 : Das Duo: Blutiges Geld : Manfred Tillmann
- 2005 : Fortune et trahisons (6 épisodes) : Zapatka
- 2005 : En quête de preuves: Injection mortelle (Zeit zum Sterben) : L’avocat Reincke
- 2006 : Beutolomaüs kommt zum Weihnachtsmann (13 épisodes) : Johann, le tailleur
- 2006 : Soko brigade des stups : Und plötzlich ist alles anders : Patrick Krüger
- 2007 : En quête de preuves : Vertrauensbruch : L’avocat Reincke
- 2008 : En quête de preuves : Fausses intuitions (Dunkle Ahnung) : L’avocat
- 2009 : Le Renard : Les hommes en noir (Männer in Schwarz) : Roland Pilgram
- 2009 : Alerte Cobra : Der verlorene Sohn : Gabor Fischer
- 2010 : Die Snobs – Sie können auch ohne dich (6 épisodes) : von Zesen
- 2013 : Alerte Cobra : Gestohlene Liebe : Sergei Lukowitsch
- 2015 : Tatort : Das Haus am Ende der Strasse : L’avocat
- 2015 : Soko brigade des stups : Die schwarze Acht: Robert Vogel
- 2015-2016 : Im Knast (10 épisodes) : Le Dr Kempers
- 2017 : Tatort: Dunkle Zeit : Peter Roman
- 2019 : 23 Morde (6 épisodes) : Hans Gennan